# St. Bartholomäus (Watzdorf)

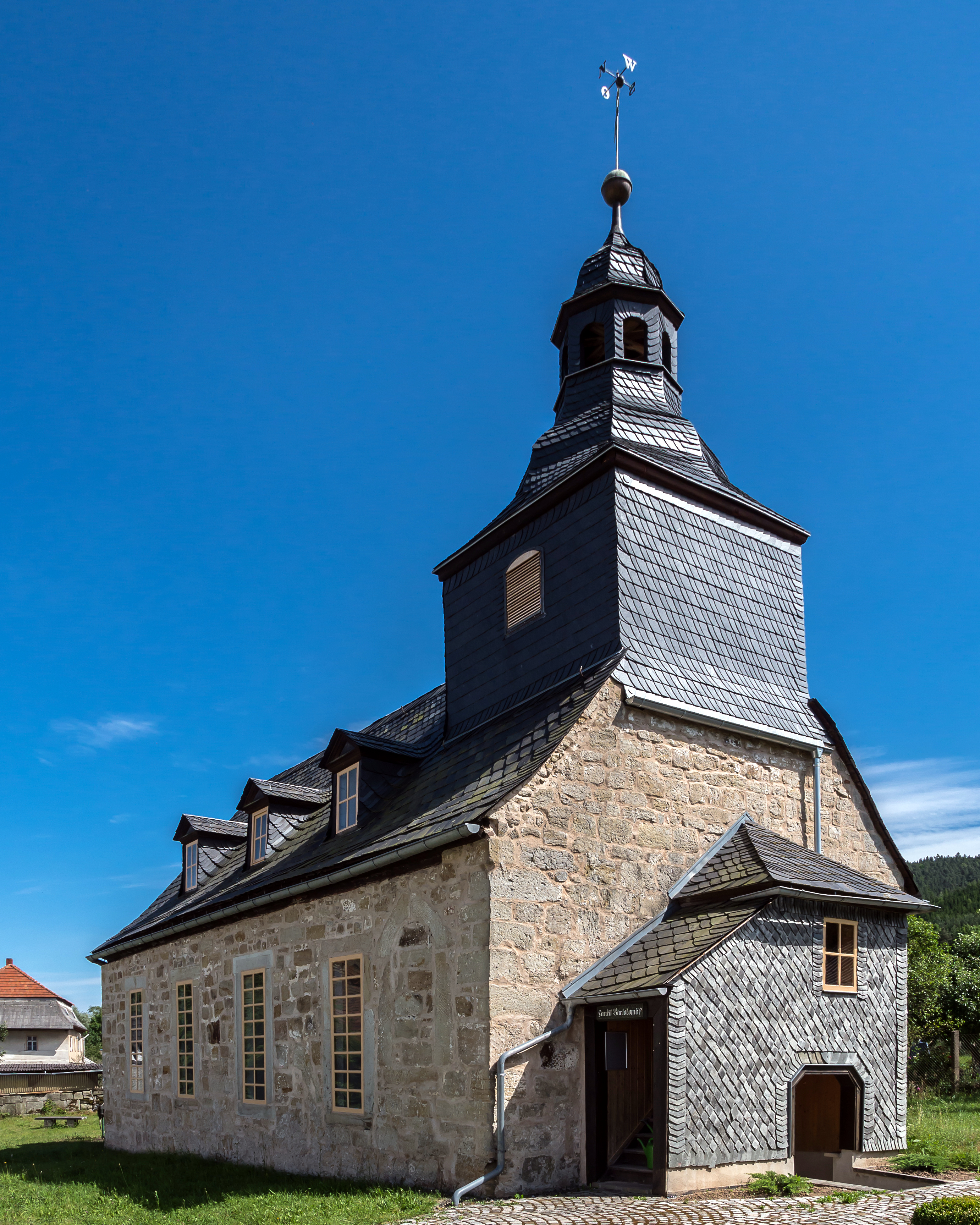
St. Bartholomäus

Die denkmalgeschützte evangelisch-lutherische Kirche St. Bartholomäus steht in Watzdorf, einem Ortsteil der Stadt Bad Blankenburg im Landkreis Saalfeld-Rudolstadt in Thüringen. Die Kirchengemeinde Watzdorf gehört zum Pfarrbereich Bad Blankenburg im Kirchenkreis Rudolstadt-Saalfeld.

## Beschreibung
Die kleine Saalkirche wurde im späten 15. Jahrhundert gebaut. Der Chor ist außen dreiseitig und innen halbkreisförmig geschlossen. Der schiefergedeckte Dachturm trägt eine barocke Haube, die von einer Turmkugel bekrönt ist. 
Das ursprünglich spätgotische Kirchenschiff wurde im 18. Jahrhundert grundlegend verändert. Aus dieser Zeit stammen auch die dreiseitig umlaufenden zweigeschossigen Emporen und der Kanzelaltar im Innenraum. An der Südwand befindet sich ein rundbogiges Sakramentshaus. Die Orgel mit 12 Registern, verteilt auf 2 Manuale und Pedal, wurde vor 1850 von einem unbekannten Orgelbauer gebaut.